# Yamazaki Susumu
Yamazaki Susumu (japanisch 山崎 烝; * 1833; † 6. Februar 1868) war ein Spion (kansatsu) der Shinsengumi, einer während der Bakumatsu-Zeit in Kyōto stationierten Polizeieinheit.

## Biografie
Yamazaki war ein Rōnin (herrenloser Samurai) aus Ōsaka und ein Experte der Katori Ryu Kampfkunst. Er stieß 1863 zur Shinsengumi.
1864 wurden Yamazaki und Shimada Kai von Kommandeur Kondō Isami damit beauftragt, die Situation in Kyōto zu untersuchen. Dabei konnten sie den Unterschlupf der Ishin Shishi ausfindig machen, den die Shinsengumi am 8. Juli angriff und der als Ikedaya Jiken in die Geschichte einging. Ob Yamazaki selbst dabei war, ist umstritten, möglicherweise basiert diese Annahme nur auf der Fiktion von Shimozawa Kan und Shiba Ryōtarō.
Yamazaki soll hervorragend in sowohl militärischen als auch literarischen Künsten gewesen sein. Es war wichtig gelehrt zu sein oder es zumindest vorgeben zu können, um mit Adligen Themen wie Politik diskutieren zu können.
1865 reiste Yamazaki mit Kondo nach Hiroshima. Es wird angenommen, dass Yamazaki nicht mit Kondo, sondern erst ein Jahr später nach Kyoto zurückkehrte. In der Zeit soll er die Situation in Choshu und deren Position untersucht haben.
Yamazaki begann unter Matsumoto Ryōnin Medizin zu studieren. Matsumoto hielt Yamazaki für einen sanften und wortkargen Mann.
Während der Schlacht von Toba-Fushimi 1868, wurde Yamazaki schwer verwundet. Er erlag am 6. Februar diesen Verletzungen in Ōsaka oder starb am Bord der Fujisan Maru, als die Shinsengumi in Richtung Edo flüchtet. Der genaue Ort ist umstritten.
Zeit seines Lebens hatte er Kommandeur Kondōs und Vize-Kommandeurs Hijikata Toshizōs vollstes Vertrauen, er soll bis zum Schluss eines der vertrauenswürdigsten Mitglieder der Shinsengumi gewesen sein.

## In der Literatur
Yamazaki kommt in dem Manga Peace Maker Kurogane von Nanae Chrono, in Kaze Hikaru von Taeko Watanabe und in Getsumei Seiki von Morita Kenji vor. Auch in dem Videospiel Bakumatsu Renka Shinsengumi wird er erwähnt. An Yamazaki ist auch die Figur Han'ya aus dem Manga und Anime Rurouni Kenshin von Nobuhiro Watsuki angelehnt.
| Personendaten    | Personendaten                                                  |
| ---------------- | -------------------------------------------------------------- |
| NAME             | Yamazaki, Susumu                                               |
| ALTERNATIVNAMEN  | 山崎烝 (japanisch)                                             |
| KURZBESCHREIBUNG | Spion der Shinsengumi, einer Polizeieinheit der Bakumatsu-Zeit |
| GEBURTSDATUM     | 1833                                                           |
| STERBEDATUM      | 6. Februar 1868                                                |